# Protea denticulata
Protea denticulata är en tvåhjärtbladig växtart som beskrevs av Rourke. Protea denticulata ingår i släktet Protea och familjen Proteaceae. Inga underarter finns listade i Catalogue of Life.